# Sprite (sistema operativo)
Sprite è stato un sistema operativo Unix-like sviluppato presso l'Università di Berkeley in California dal gruppo di ricerca di John Ousterhout tra il 1984 e il 1992. Tra le sue caratteristiche più importanti, il supporto per il clustering e il file system LFS.
Gli ultimi sviluppi in merito sono stati fatti perseguendo l'idea di realizzare un sistema interamente basato sulla rete ma trasparente per l'utente. In principio ci si è concentrati sulla costruzione di un filesystem di rete che facesse un pesante uso del caching client-side per migliorare le prestazioni e sfruttare la connessione con le altre macchine solo nel momento del bisogno. La maggior parte dei file cruciali del sistema erano condivisi in rete, e i processi potevano essere spostati da una macchina all'altra (cosa utile nel momento in cui due macchine avevano un carico di lavoro diverso, onde spartirlo ed incrementare le prestazioni globali): ciò permetteva di usare la rete Sprite come se fosse stato un unico grande ambiente.
Sprite non era un microkernel, perciò ha sofferto degli stessi problemi di altri sistemi Unix-like in termini di complessità di sviluppo, divenendo sempre più difficile da mantenere via via che si aggiungevano features. Nel 1990 il team di sviluppo non riuscì più a mantenere il ritmo dei rapidi cambiamenti adottati da altri sistemi analoghi, e il progetto venne abbandonato nel 1994.